# LEGO Universe
LEGO Universe is een computerspel bedacht door LEGO en ontworpen door NetDevil. Het is een computerspel uit de categorie van de Massively multiplayer online role-playing games. werd gelanceerd in 2010 en eindigde in 2012.
De LEGO Universe spelers vechten allen samen tegen fictieve vijanden. Elke speler kiest een van de vijf LEGO miniatuurfiguurtjes en reist naar een van de verschillende thema-werelden, elk met eigen vijanden en uitdagingen. Spelers kunnen nieuwe uitrusting voor hun figuurtje verzamelen en verdienen. Deze uitrustingen kunnen krachtiger worden, zodat er meer schade aan de vijanden toegebracht kan worden, of meer schade geleden kan worden. Naarmate opdrachten slagen, stijgt de speler in rang en verkrijgt hij toegang tot meer gesofisticeerd materiaal.
De volledig uitgewerkte werelden zijn het Gnarled Forest, het factie-georiënteerde Nimbus Station, de groene en feestelijke Avant Gardens, de high-tech Nexus Tower en de met ninja's bevolkte Forbidden Valley. Raketschepen vervoeren de spelers tussen deze werelden. Op drie plaatsen zijn er eveneens autoracetracks uitgebouwd waar spelers tegen elkaar een wedstrijd kunnen rijden.

## Ontvangst
| Beoordeeld door          | Platform  | Datum            | Score |
| ------------------------ | --------- | ---------------- | ----- |
| 411mania.com             | Windows   | 15 november 2010 | 85%   |
| 411mania.com             | Macintosh | 15 november 2010 | 85%   |
| Cheat Code Central       | Windows   | 20 oktober 2010  | 84%   |
| Games Radar              | Windows   | 9 november 2010  | 70%   |
| Gameswelt                | Windows   | 10 november 2010 | 70%   |
| Gamereactor (Denemarken) | Windows   | 1 november 2010  | 70%   |
| PC Games (Duitsland)     | Windows   | december 2010    | 66%   |
| Macworld                 | Macintosh | 19 februari 2011 | 60%   |
| Game industry News (GiN) | Macintosh | 29 december 2010 | 60%   |
| Brash Games              | Windows   | 5 december 2010  | 60%   |